# 瓦尔夫
瓦尔夫（法語：Valff，法語發音：[valf]）是法国下莱茵省的一个市镇，属于塞莱斯塔-埃尔什泰因区。

## 地理
瓦尔夫（48°25'17"N, 7°31'17"E）面积10.91 平方千米，位于法国大東部大區下莱茵省，该省份为法国大陆部分最东部的省份，是阿尔萨斯的一部分，今与上莱茵省组成了阿尔萨斯欧洲集体，其南至上莱茵省，西南接孚日省和默尔特-摩泽尔省，西接摩泽尔省，北与德国接壤，东侧沿莱茵河与德国相望。
与瓦尔夫接壤的市镇（或旧市镇、城区）包括：布尔盖姆、戈克斯维莱尔、尼代奈、韦斯图斯、泽尔维莱。
瓦尔夫的时区为UTC+01:00、UTC+02:00（夏令时）。

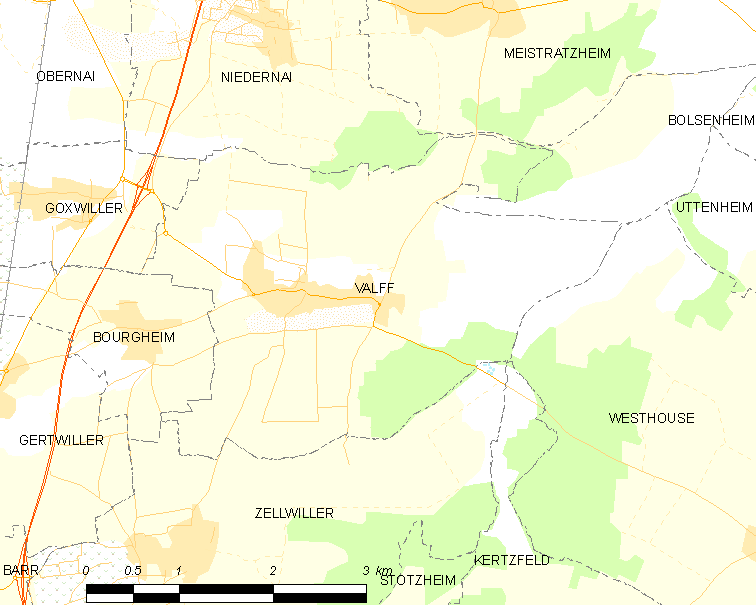
瓦尔夫的OSM定位图

## 行政
瓦尔夫的邮政编码为67210，INSEE市镇编码为67504。

## 政治
瓦尔夫所属的省级选区为奥贝奈县。

## 人口

1962-2008年间瓦尔夫人口变化图示

瓦尔夫于2022年1月1日时的人口数量为1354人。